# Jessica Meir
Jessica Ulrika Meir (Caribou, 1 juli 1977) is een Amerikaans ruimtevaarder. Zij werd in 2013 door NASA geselecteerd om te trainen als astronaut en is in september 2019 voor het eerst de ruimte in gegaan. 
Meir maakt deel uit van NASA Astronautengroep 21. Deze groep bestond uit acht astronauten. Zij begonnen hun training in 2013 en werden in juli 2015 astronaut. 
Haar eerste ruimtevlucht Sojoez MS-15 werd gelanceerd op 25 september 2019. Zij verbleef zeven maanden aan boord van het Internationaal ruimtestation ISS voor ISS-Expeditie 61 en ISS-Expeditie 62. Op 17 april 2020 keerde ze terug op aarde.
Meir maakte op 18 oktober 2019, samen met Christina Koch deelnemend aan U.S. EVA 58, de eerste volledig vrouwelijke ruimtewandeling ooit.
Op 9 december 2020 werd Meir samen met zeventien anderen opgenomen in de eerste groep astronauten voor het Artemisprogramma.